# سایماسای
سایماسای (به قزاقی: Saymasay) یک منطقهٔ مسکونی در قزاقستان است که در شهرستان انبکچی‌قزاق واقع شده‌است. سایماسای ۴٬۳۴۱ نفر جمعیت دارد.